# Jules Petiet
Jules Petiet (Florença, 5 de agosto de 1813 — Paris, 30 de janeiro de 1871) foi um engenheiro francês.
Foi um dos pioneiros da rede férrea francesa. Projetista de locomotivas, foi chefe executivo da companhia Chemins de Fer du Nord. Foi diretor da escola de engenharia da École centrale de Paris, de 1868 até falecer.
É um dos 72 nomes na Torre Eiffel.